# Britská angličtina
Britská angličtina (British English, BrE, en-GB nebo BE) je termín, který zastřešuje varianty anglického jazyka, jimiž se mluví na Britských ostrovech. V užším slova smyslu se může vztahovat konkrétně na anglický jazyk v Anglii, v širším slova smyslu může obsáhnout i skotskou angličtinu, velšskou angličtinu a irskou angličtinu. Tom McArthur v Oxford Guide to World English uznává, že britská angličtina „sdílí všechny dvojznačnosti se slovem britský, a v důsledku toho může být používána a vykládána dvěma způsoby: v širším nebo užším pojetí, a to s určitým stupněm rozostření a nejednoznačnosti“.
Psaná forma angličtiny je až na drobné výjimky v Británii jednotná, podoby mluvené angličtiny se však liší podstatně více než ve většině ostatních anglicky mluvících oblastí světa, a tak je jednotné pojetí britské angličtiny obtížnější aplikovat na mluvený jazyk.
Bývalé britské kolonie a členové Commonwealthu se celosvětově přiklánějí k britské formě angličtiny, což platí i pro angličtinu používanou v Evropské unii. Britská vláda aktivně propaguje výuku angličtiny po celém světě.

## Dialekty
Dialekty a přízvuky se liší nejen mezi jednotlivými zeměmi, ale i v rámci regionů:
- Angličtina na jihu Anglie
- Angličtina v Jihozápadní Anglii
- Angličtina v East Midlands
- Angličtina ve West Midlands
- Angličtina v severní Anglii

- Angličtina v Severním Irsku (Ulster English)
- Irská angličtina (Hiberno-English)
- Velšská angličtina
- Skotská angličtina

Většina obyvatel Británie mluví s regionálním přízvukem. Přibližně 2 % Britů však mluví s přízvukem zvaným Received Pronunciation (také „the King's English“, „Oxford English“ nebo „BBC English“), který není spjatý s žádným regionem – jedná se o výslovnostní standard, který je často používán ve školství, vládních institucích či médiích a obvykle se používá jako vzor pro výuku angličtiny pro cizince.

## Výslovnost
Britská angličtina se od angličtiny americké liší především výslovností písmen R a T na určitých pozicích ve slově a výslovností některých samohlásek.
Ve většině oblastí Anglie a Walesu se R nevyslovuje, když není následováno samohláskou, například ve slově sugar /ˈʃʊɡə/. Často se prodlužuje samohláska, která písmenu R předchází, například ve slově car /kɑː/. Tento jev je znám jako non-rhoticity.
Zatímco v americké angličtině se slova jako better a water vyslovují se souhláskou podobnou českému /d/, britská angličtina si zachovává ostré /t/.
Britská angličtina má na rozdíl od americké méně otevřenou samohlásku O – slovo shop se tedy vyslovuje s krátkým /ʃɒp/ na rozdíl od amerického dlouhého otevřeného /ʃɑːp/.
Samohláska A ve slovech jako bath a laugh se na jihu Anglie vyslovuje s dlouhým A: /bɑːθ/, /lɑːf/. V severních dialektech, které nejsou výslovnostním standardem, je A kratší, a připomíná tak americkou výslovnost: /bæθ/, /læf/.

## Vztah k angličtině Commonwealthu
Britská angličtina je základem angličtiny zemí Commonwealthu. Do této skupiny patří angličtina používaná v Austrálii, na Maltě, Novém Zélandu, v Nigérii a Jihoafrické republice. Patří sem také angličtina používaná v jižní a jihovýchodní Asii. Kanadská angličtina vychází z britské angličtiny, ale je ovlivněna i americkou angličtinou. Britská angličtina a indická angličtina si jsou velmi blízké, ale indická angličtina má částečně odlišnou slovní zásobu.